# Измеритель нелинейных искажений
Измери́тель нелине́йных искаже́ний, ИНИ, (измеритель коэффициента гармоник) — прибор для измерения коэффициента нелинейных искажений, КНИ (коэффициента гармоник) сигналов в радиотехнических и электронных устройствах.

## Применение измерителей нелинейных искажений
Чаще всего ИНИ используют в диапазоне низких и звуковых частот при контроле и испытании высококачественных усилителей мощности звукового диапазона, звуковоспроизводящих и звукозаписывающих устройств, для контроля модулирующих трактов передатчиков и другой подобной аппаратуры.

## Классификация
По способу обработки и представления измерительной информации приёмники разделяются на аналоговые и цифровые.
В аналоговых устройствах испытуемый сигнал обрабатывается аналоговыми устройствами — аналоговыми фильтрами, усилителями и т. д. Этим приборам принципиально присуща погрешность, вызванная аналоговым способом обработки сигналов, так, нелинейности и другие погрешности в канале измерения вносят искажения в исследуемый сигнал.
В цифровых устройствах аналоговый сигнал непосредственно на входе ИНИ оцифровывается посредством аналого-цифрового преобразователя с частотой выборок и числом уровней квантования, достаточных для измерения искажений с заданной точностью. Дальнейшая обработка массива или потока оцифрованных выборок для получения результата измерения производится математическими методами некоторым цифровым вычислителем — ЭВМ или микропроцессором. В таких ИНИ аналоговый измерительный тракт заканчивается в АЦП.
Оба класса ИНИ имеют свои преимущества и недостатки, например, аналоговые приборы имеют бо́льший по сравнению с цифровыми ИНИ частотный диапазон измеряемых сигналов и обычно проще и дешевле. Цифровые ИНИ, как правило, имеют бо́льшую точность, но у́же диапазон частот исследуемых сигналов. Предпочтительный выбор конкретного метода и прибора зависит от природы исследуемого сигнала и требуемой точности. Для некоторых применений годится любой из методов.

## Аналоговые ИНИ
По принципу действия аналоговые ИНИ делятся на селективные и спектральные.

### Селективные аналоговые ИНИ

Амплитудно-частотная характеристика измерителя нелинейный искажений с подавлением первой гармоники

В селективных ИНИ либо подавляется первая гармоника режекторным фильтром и измеряется сумма верхних гармоник, либо наоборот, полосовым фильтром выделяется первая гармоника сигнала и измеряется её амплитуда. Результат измерения после несложного вычисления представляется в одном из видов, исходя из математических определений КНИ.
Наиболее просты аналоговые ИНИ с режекторным фильтром, так как относительно легко аналоговыми методами глубоко подавить 1-ю гармонику. Обычно такой ИНИ состоит из перестраиваемого на частоту 1-й гармоники режекторного фильтра с автоматической регулировкой усиления (АРУ) и вольтметра среднеквадратических значений. АРУ осуществляет нормирование чувствительности прибора при изменении напряжения сигнала при измерении амплитуды первой гармоники, а вольтметр измеряет среднеквадратическое значение напряжения высших гармоник, как правило, до пятой гармоники включительно. В качестве отсчётного устройства используется стрелочный или цифровой индикатор. Многие подобные ИНИ дополнительно выполняют функцию среднеквадратичного широкополосного вольтметра.

### Спектральные аналоговые ИНИ
В спектральных приборах измеряются амплитуды линейчатого спектра исследуемого периодического сигнала. По измеренной амплитуде 1-й гармоники и измеренным амплитудам высших гармоник вычисляется КНИ.
Несложные вычисления КНИ по результатам измерений амплитуд гармоник обычно производятся внутри прибора. Конечный результат измерения выводится на стрелочный или цифровой индикатор.

## Цифровые ИНИ
В приборах этого типа производится математическая обработка полученных от АЦП выборок исследуемого сигнала. Вид математической обработки и алгоритмы обработки могут быть самыми разными, но обычно сводятся к спектральным методам, как в спектральных аналоговых ИНИ. По выборкам сигнала с помощью цифрового преобразования Фурье (обычно используется алгоритм быстрого преобразования Фурье — БПФ) восстанавливается линейчатый спектр сигнала и по спектру вычисляется КНИ.
Цифровые приборы обычно дополняются различными, удобными для пользователя сервисными функциями — например, наглядного графического представления результата измерения, статистической обработки и др.

## Некоторые примеры
- С6-5
- С6-11
- С6-12
- СК6-18
- СК6-20
- СК6-20а
- СК6-220
- MEGURO МАК-6571W
- HM8027
- HP 4333A

## Основные нормируемые характеристики
- Диапазон рабочих частот по первой гармонике
- Допустимая погрешность измерения
- Диапазон измерений
- Чувствительность и Динамический диапазон